# بعد چهارم (آلبوم)
«بعد چهارم» (به انگلیسی: Fourth Dimension) آلبومی از استراتوواریوس است که در ۱۹۹۵ منتشر شد.